# ГАЗон NEXT
ГАЗон Next — российский среднетоннажный грузовой автомобиль в семействе пятого (Next) поколения среднетоннажников производства Горьковского автозавода.

## Описание
ГАЗон Next — пятое поколение грузовиков ГАЗ. Грузовой автомобиль «ГАЗон Next» с кабинным модулем от «ГАЗель-Next» и оригинальным оперением пришёл на смену семейству четвёртого поколения ГАЗ-3309, производство которого завершено в январе 2020 года, за исключением модификации ГАЗ-330811-10 «Вепрь» под спецзаказ. Грузовые автомобили ГАЗ C41R11 и C41R31 грузоподъёмностью 5,0 т и 4,7 т предназначены для эксплуатации на всех видах дорог с твёрдым покрытием. Для эксплуатации в городских условиях предусматриваются модификации подсемейства CITY с колёсами меньшего (19.5‘) диаметра и пониженной до 1,1 м погрузочной высотой.
С конца 2017 года развёрнут выпуск грузового автомобиля ГАЗ C41RB3 «ГАЗон Next 10» (4х2) повышенной до 6,2 т грузоподъёмности полной массой 10 т с задней пневмоподвеской. Выпуск нового трёхтонного грузового автомобиля повышенной проходимости «ГАЗон Next 4x4» (ранее «Садко Next», с 2024 года — «Садко-9») с односкатной ошиновкой заднего моста и системой централизованного регулирования давления воздуха в шинах перенесён на начало 2019 года, а через год появится и самая тяжелая версия «ГАЗон Next 12» полной массой 11,9 т, грузоподъемностью шасси предположительно около 7 тонн. Данные версии, в том числе, с укороченной до 3,8 м колесной базой позволят полностью заменить в грузовом парке страны морально и физически устаревшие среднетоннажные грузовики марки ЗИЛ.

## История создания
В рамках концепции единого кабинного модуля «ГАЗель Next», предназначенного для установки на все капотные грузовые модели Группы ГАЗ, в рамках которого с весны 2013 года уже освоено производство LCV «ГАЗель-Next», 19 сентября 2014 года в Нижнем Новгороде началось серийное производство среднетоннажного грузового автомобиля пятого поколения грузовиков ГАЗ под собственным названием «ГАЗон Next» (по новой заводской нумерации C41/С42), в рамках которого предусматривается широкая унификация по узлам и агрегатам с автомобилями действующего производства (прежде всего кабина и силовая установка). Более просторная и эргономически проработанная, включая регулируемую по высоте рулевую колонку и современные сиденья, системы вентиляции и отопления, современная 3-местная кабина типа Next выводит нижегородские автомобили на уровень зарубежных аналогов (прежде всего производства США) и аналогична применяемой на малотоннажном грузовике «ГАЗель Next» (ГАЗ A21).
В 2015 году «ГАЗон Next» модели С42 получил двойную 7-местную кабину от ГАЗ А22 «ГАЗель Next». Грузовик «ГАЗон Next» изначально оснащается дисковыми тормозами всех колёс с АБС и ASR. В качестве силовой установки устанавливается дизель российского производства ЯМЗ-53443 класса Евро-5 с модернизированной 5-ступенчатой механической коробкой передач, способной передавать крутящий момент до 500 Н⋅м, хотя первоначально предлагался также импортный турбодизель Cummins ISF 3.8s41R154 класса Евро-4. Обновлены также ходовая часть и тормоза: новые усиленные передние рессоры длиной 1600 мм, необслуживаемая карданная передача, рулевое управление производства ZF с усилителем, пневматическая тормозная система WABCO и т. д. Вместо стандартных камерных колес размерности 8,25R20 на «ГАЗон Next» на развозной версии City предусматривается установка колёс с низкопрофильными бескамерными шинами размерности 245/70R19,5, что позволило снизить погрузочную высоту бортовой версии с 1300 до 1165 мм. Кроме того, на версии «ГАЗон Next City» применен передний мост с увеличенным углом поворота колес, что позволило снизить радиус разворота на 7 %.
Символический старт производству «ГАЗон Next» дали президент России Владимир Путин, председатель наблюдательного совета «Базового элемента» Олег Дерипаска и президент «Группы ГАЗ» Вадим Сорокин.
24 октября 2014 года в Нижнем Новгороде состоялось торжественное открытие продаж коммерческой версии грузовика «ГАЗон Next».

## Технические характеристики

### ЯМЗ-534
Модель ЯМЗ-53441
Рядный, 4-цилиндровый, 4-тактный дизельный двигатель с жидкостным охлаждением, с турбонаддувом и охладителем наддувочного воздуха, с непосредственным впрыском топлива (Common Rail), четвёртый экологический класс (Евро-4).
- рабочий объём, л — 4,43
- степень сжатия — 17,5
- мощность, л. с. (кВт) / об/мин — 148,9 (109,5) / 2300
- макс. крутящий момент, Н⋅м / об/мин 490 / 1200—2100
- удельный расход топлива, г/кВт⋅ч (л. с./ч) — 197 (145)
- масса — 470 кг
- топливо: дизельное топливо по ГОСТ Р 52368-2005 вида II или III

По заказу автомобиль может быть оборудован предпусковым подогревателем.

## Модификации
- ГАЗ C41R11 — шасси и бортовой грузовик с колесной базой 3,77 м и двигателем Cummins ISF 3.8s41R154;
- ГАЗ C41R13 — шасси и бортовой грузовик с колесной базой 3,77 м и двигателем ЯМЗ-53441;
- ГАЗ C41R16 — шасси и бортовой грузовик с колесной базой 3,77 м с газовым мотором ЯМЗ-53445 CNG на компрированном природном газе (метане) — производство с 2016 года;
- ГАЗ C41R31 — шасси и бортовой грузовик с колесной базой 4,515 м и двигателем Cummins ISF 3.8s41R154;
- ГАЗ C41R33 — шасси и бортовой грузовик с колесной базой 4,515 м и двигателем ЯМЗ-53441;
- ГАЗ C41R36 — шасси и бортовой грузовик с колесной базой 4,515 м с газовым мотором ЯМЗ-53445 CNG на компрированном природном газе (метане) — производство с 2016 года;
- ГАЗ C41RB3 — шасси и бортовой грузовик с колесной базой 5,150 м с двигателем ЯМЗ-53443 полной массой 10 т — производство с 2017 года;
- ГАЗ C42R13 — шасси и бортовой грузовик с двойной 7-местной кабиной с колесной базой 3,77 м и двигателем ЯМЗ-53441 (производство с 2015 года);
- ГАЗ C42R31 — шасси и бортовой грузовик с двойной 7-местной кабиной с колесной базой 3,77 м и двигателем Cummins ISF3.8;
- ГАЗ C42R33 — шасси и бортовой грузовик с двойной 7-местной кабиной с колесной базой 4,515 м и двигателем ЯМЗ-53441 (производство с 2015 года);
- ГАЗ C42R36 — шасси и бортовой грузовик с двойной 7-местной кабиной с колесной базой 4,515 м с газовым мотором ЯМЗ-53445 CNG на компрированном природном газе (метане) — производство с 2016 года;
- ГАЗ C47R13 — седельный тягач для эксплуатации в составе автопоезда полной массой 12 т (производство с 2016 года).

### Спецтехника
В апреле 2014 года были представлены две новые модели:
- комбинированная дорожная машина для обслуживания городских дорог и благоустройства города,
- мусоровоз с задней загрузкой.[3]

По состоянию на 2017 год предлагается около 300 модификаций на шасси «ГАЗон Next».

## Фотогалерея

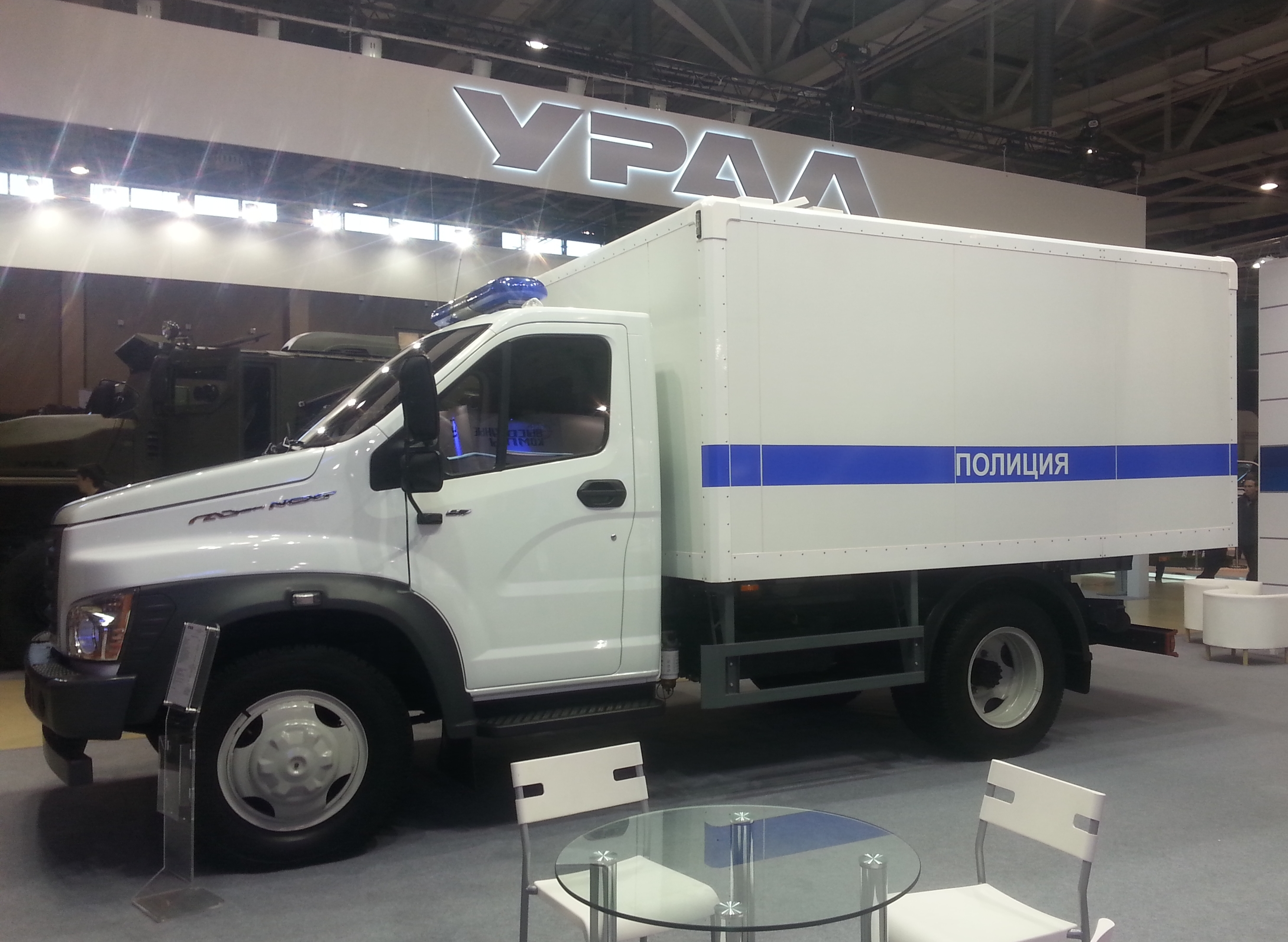
Полицейский автозак на шасси ГАЗон Next
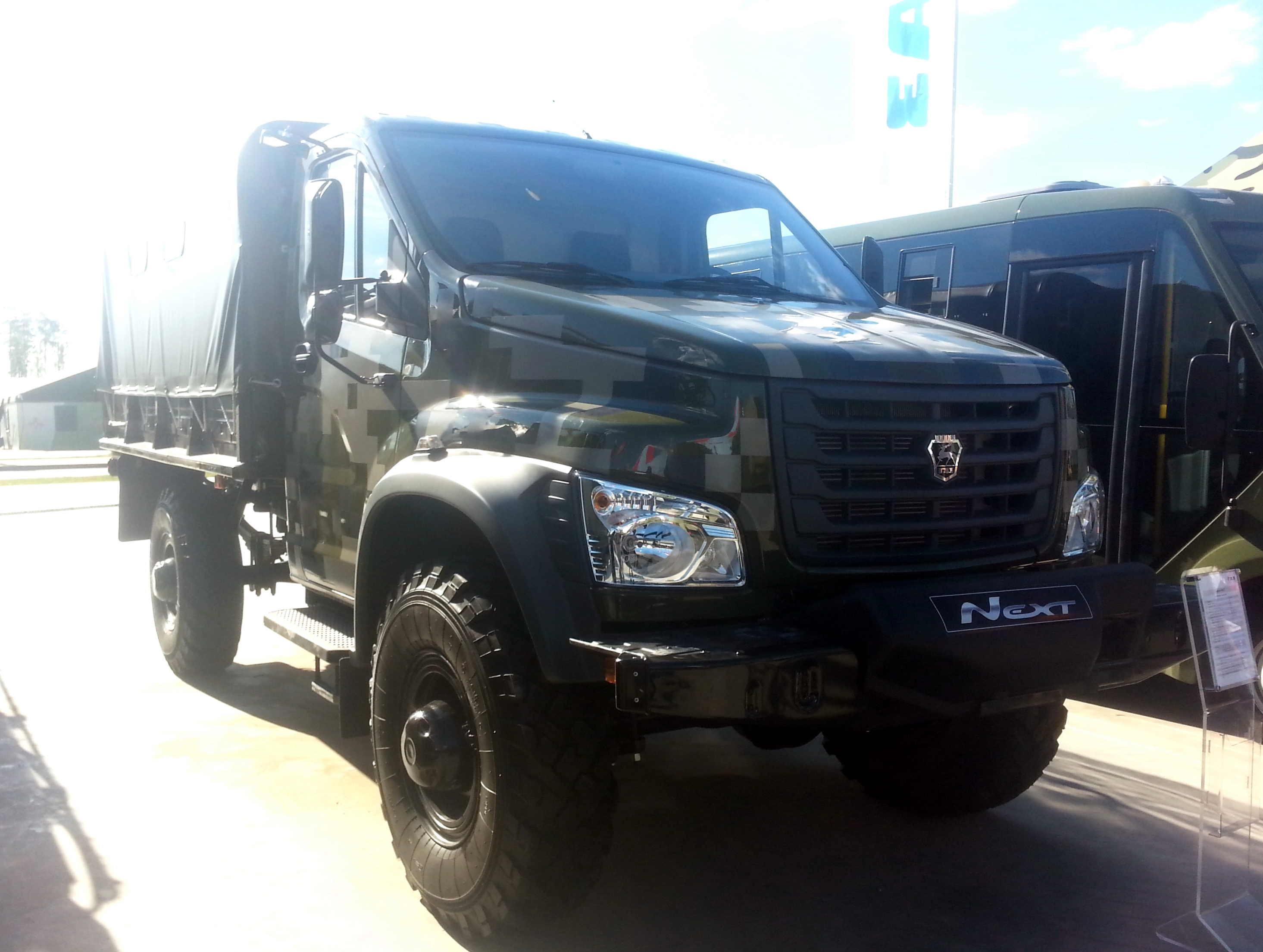
Армейский грузовик ГАЗон Next 4x4 (Садко Next)
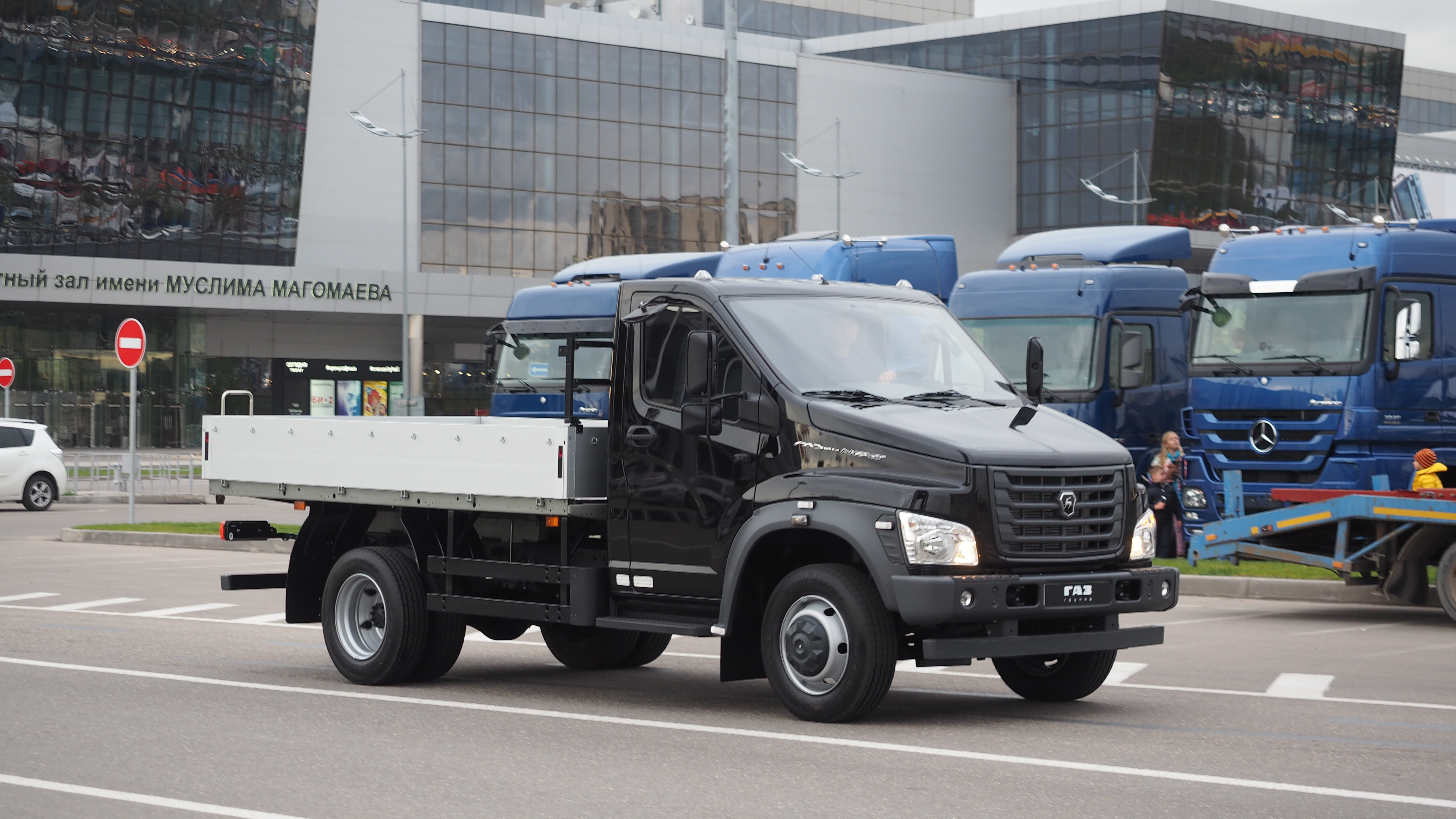
ГАЗон Next City с бортовым кузовом
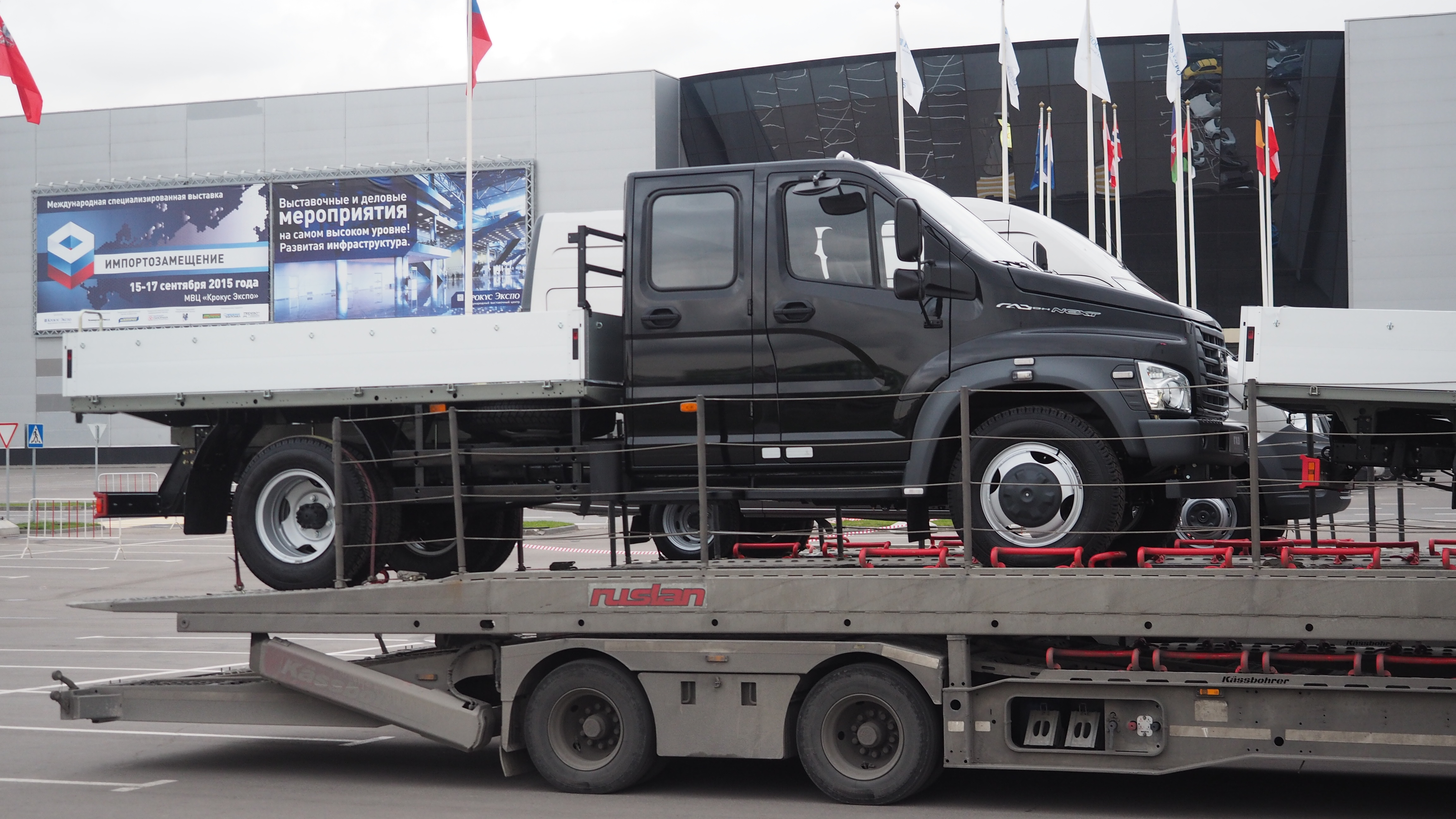
ГАЗон Next с двойной кабиной
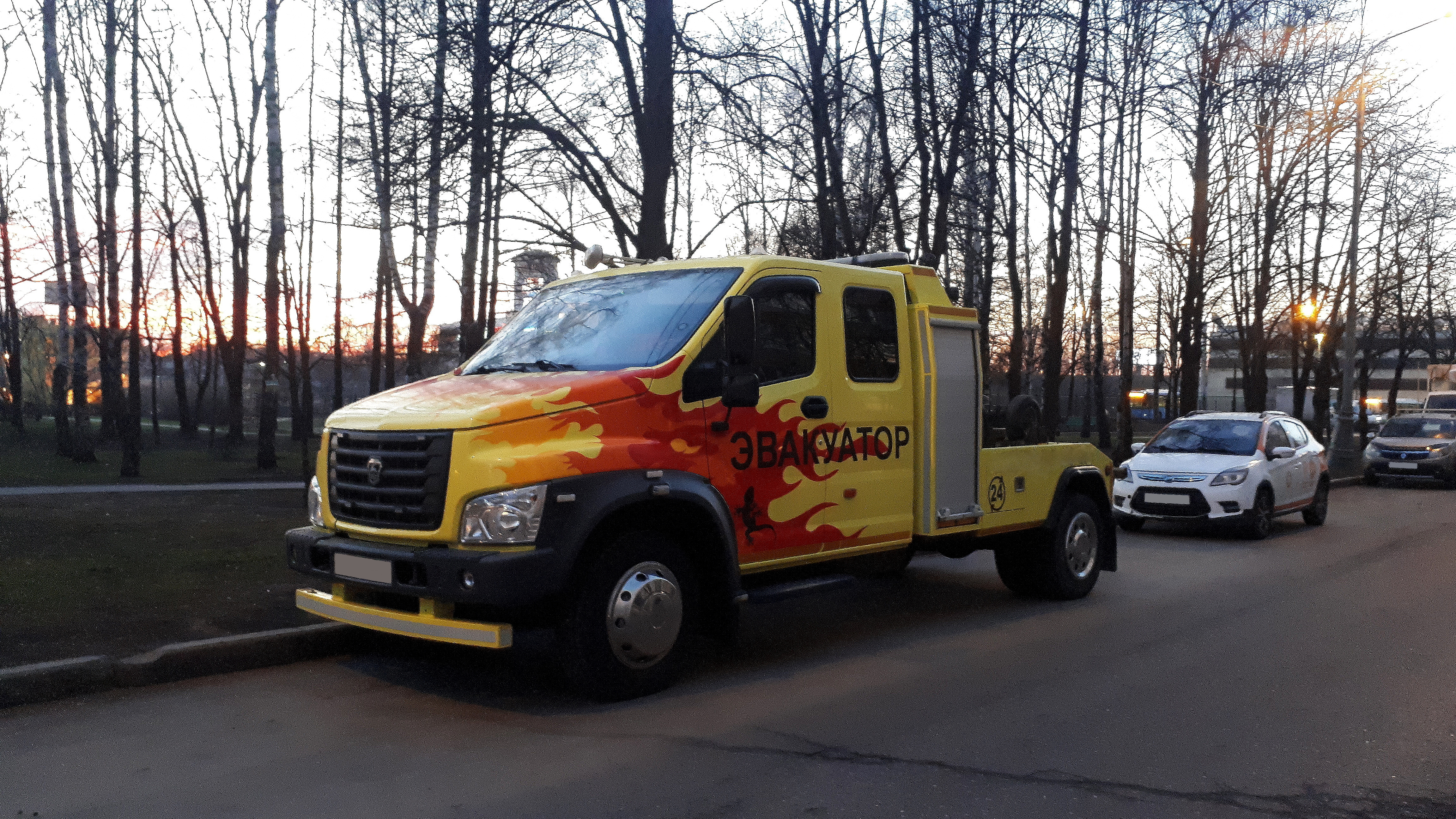
ГАЗон Next — эвакуатор
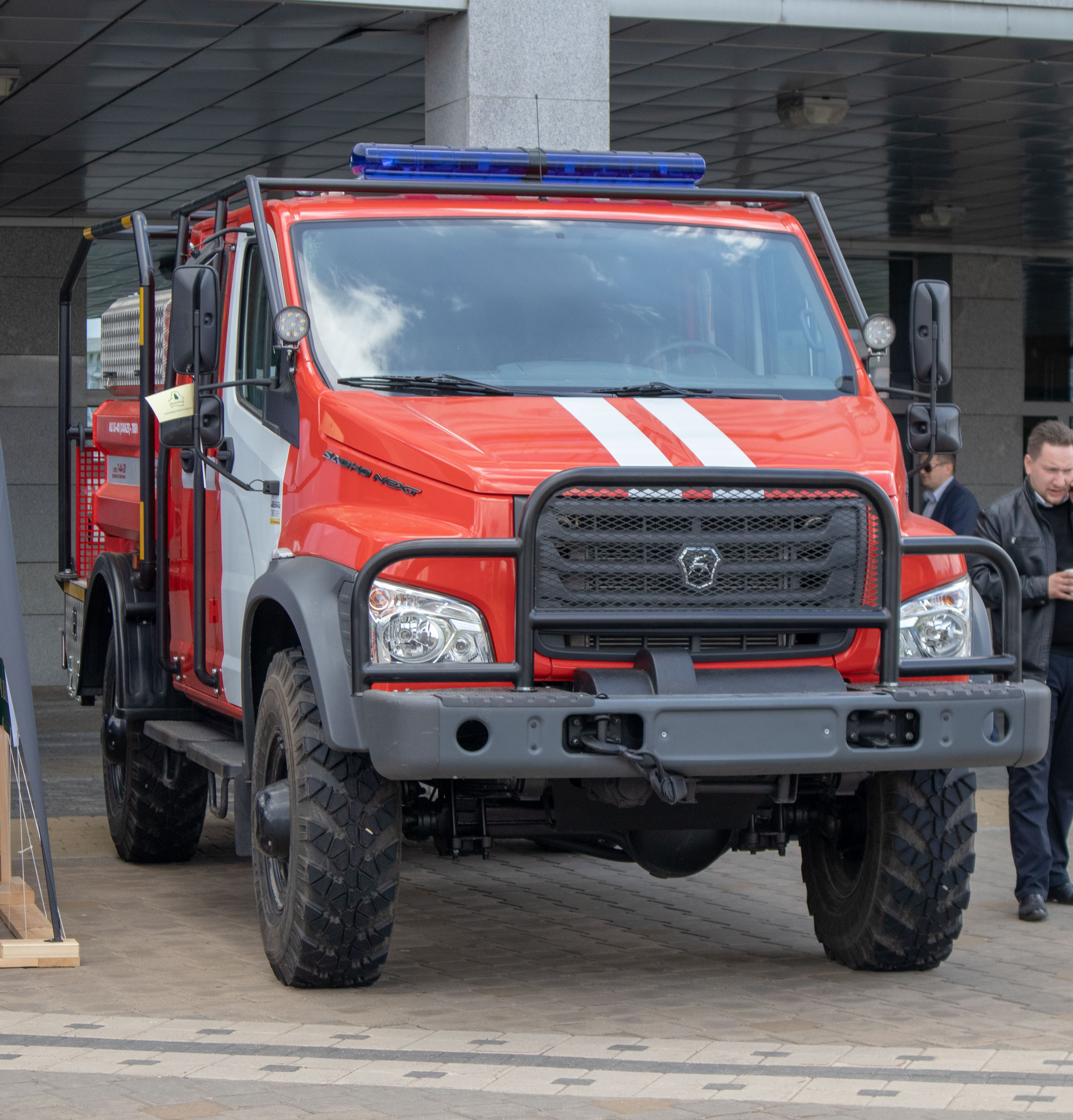
Пожарный автомобиль на шасси Садко Next
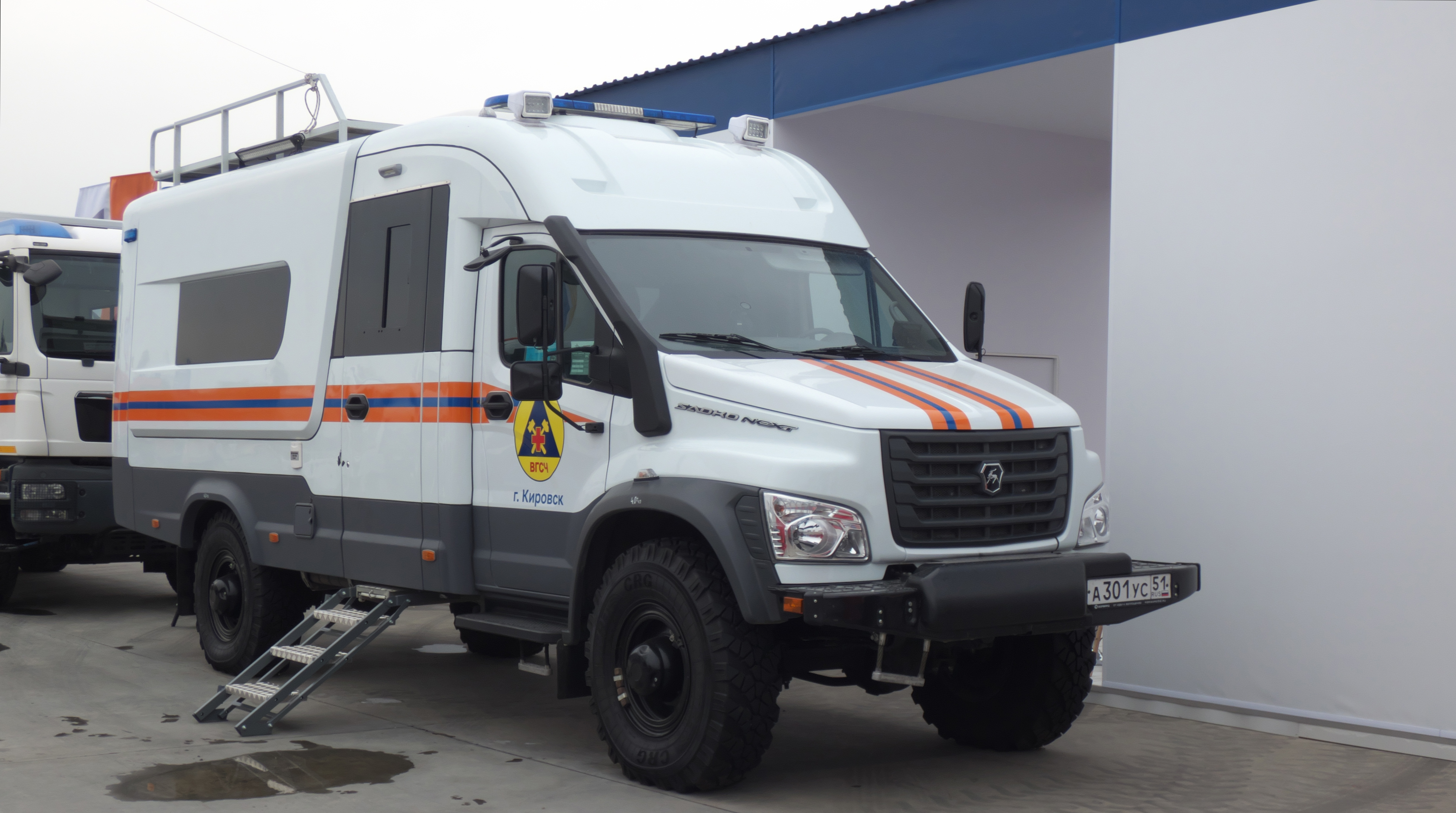
Автомобиль МЧС на базе фургона Садко Next